# Estación de Gerona
Estación de Gerona vasútállomás Spanyolországban, Girona településen. Része a spanyol nagysebességű vasúthálózatnak.

## Forgalom

### Regionális
Az állomást a Rodalies de Catalunya járatai érintik.

### Távolsági
A 2013 végén megnyílt Barcelona-Figures vasútvonal is érinti az állomást, ezzel a Madrid és Barcelona felől Marseille-be, Lyonba vagy akár Párizsba tartó szerelvények is megállnak itt. A járatokat a RENFE és az SNCF üzemelteti közösen.
- AVE Madrid Atocha–Barcelona Sants–Girona–Figueres-Vilafant (8-szor naponta)
- AVE Madrid Atocha–Barcelona Sants–Girona–Figueres-Vilafant–Perpignan–Montpellier-Saint-Roch–Nîmes–Avignon TGV–Aix-en-Provence TGV–Marseille-Saint-Charles (1-szer naponta)
- AVE Barcelona Sants–Girona–Figueres-Vilafant–Perpignan–Toulouse-Matabiau (1-szer naponta)
- TGV Barcelona-Sants–Girona–Figueres-Vilafant–Perpignan–Montpellier–Nîmes–Valence TGV–Paris Gare de Lyon (2-szer naponta)
- TGV Barcelona-Sants–Girona–Figueres-Vilafant–Perpignan–Montpellier–Nîmes–Valence TGV–Lyon Part-Dieu (1-szer naponta)

## Vasútvonalak
Az állomást az alábbi vasútvonalak érintik:
- Madrid–Barcelona nagysebességű vasútvonal
- Barcelona–Girona–Portbou-vasútvonal
- LGV Perpignan-Barcelona

## Kapcsolódó állomások
A vasútállomáshoz az alábbi állomások vannak a legközelebb:
- Estació de Celrà
- Estación de Fornells de la Selva
- Estación de Figueras-Vilafant (Madrid–Barcelona nagysebességű vasútvonal)
- Estación de Barcelona Sants (Madrid–Barcelona nagysebességű vasútvonal)